# Llanquihue (provins)
Provincia de Llanquihue är en provins i Chile.   Den ligger i regionen Región de Los Lagos, i den södra delen av landet, 900 km söder om huvudstaden Santiago de Chile. Antalet invånare är 368 127. Arean är 14 876 kvadratkilometer.
Terrängen i Provincia de Llanquihue är varierad.
Provincia de Llanquihue delas in i:

- Calbuco
- Cochamo
- Fresia
- Frutillar
- Llanquihue
- Los Muermos
- Maullín
- Puerto Montt
- Puerto Varas

I omgivningarna runt Provincia de Llanquihue växer i huvudsak städsegrön lövskog.